# Academia Nacional de Bellas Artes (Argentina)
La Academia Nacional de Bellas Artes tiene como finalidad contribuir al desarrollo de las bellas artes en todas sus ramas: artes visuales, música, arquitectura y urbanismo, historia y crítica de arte, y acción cultural; para ello realiza estudios e investigaciones y divulga sus resultados; formula planes de acción cultural y asesora a los gobiernos en sus distintos niveles así como a instituciones culturales públicas o privadas.
Fue creada en Buenos Aires (Argentina) por decreto del 1 de julio de 1936 con un grupo de intelectuales y personalidades de la cultura. El Decreto del Poder Ejecutivo Nacional Nro. 11.636 del 25 de septiembre de 1957 la autorizó para funcionar con carácter de persona jurídica dentro del régimen de Academias Nacionales establecido por el Decreto Nro. 4362 del Poder Ejecutivo Nacional del 30 de noviembre de 1955.

## Gobierno
La Academia es dirigida y administrada por una Mesa Directiva, formada por seis académicos titulares elegidos en la Asamblea Ordinaria que duran tres años en sus funciones. El Presidente tendrá doble voto en caso de empate, salvo cuando se trate de votaciones que importen la elección de Académicos de Número, Delegados o Correspondientes. Los expresidentes de la Academia serán miembros natos de la Mesa Directiva con voz y voto cuando concurran voluntariamente a sus reuniones.

## Patrimonio cultural
Además de una biblioteca de alrededor de 6000 volúmenes principalmente recibidos por donación de personas e instituciones y, en menor medida, por adquisiciones, la Academia posee pinturas, esculturas, grabados, litografías, dibujos y tapices, donados por sus autores, artistas académicos y coleccionistas. También un archivo fotográfico integrado por 7000 negativos originados en las investigaciones sobre el patrimonio artístico nacional y en sus diversas publicaciones, más las placas de la colección Ayerza, con escenas de campo obtenidas a fines de siglo pasado y una diapoteca de unas 6700 diapositivas, que en su mayoría corresponden a artistas argentinos y obras registradas durante las investigaciones sobre el patrimonio artístico nacional.

## Miembros
La Academia tiene treinta y cinco académicos de número y también  académicos eméritos, correspondientes y delegados.
Los académicos de número son:
- Antonini, Antonio
- Armagni, Alda María
- Arrieta de Blaquier, Nelly
- Bellucci, Alberto Guillermo
- Blanco, Ricardo
- Burucúa, José Emilio
- Corcuera, Ruth
- Corrado, Omar
- Correa Morales, Lía
- Cutuli, Gracia
- Díaz, Alberto Bastón
- Gamarra, Jorge
- Giménez, Edgardo
- Gutiérrez, Ramón
- Lambertini, Marta
- Malosetti Costa, Laura
- Marín, Matilde
- Medici, Eduardo
- Mucillo, Luis
- Oliveras, Elena
- Perazzo, Nelly
- Priamo, Luis
- Ravera, Rosa María
- Roux, Guillermo
- Scarabino, Guillermo
- Sessa, Aldo
- Solsona, Justo Jorge
- Suárez Urtubey, Pola
- Tapia, Jorge
- Taquini, Graciela
- Taverna Irigoyen, Jorge M.
- Travnik, Juan
- Viera, Julio Martín

Entre los académicos fallecidos se encuentran arquitectos como Mario Roberto Álvarez, Mario Buschiazzo, Alejandro Bustillo, Raúl Schurjin, Charles Le Corbusier, Oscar Niemeyer, Martín Noel,  Clorindo Testa, Marina Waisman y Amancio Williams; pintores como Héctor Basaldúa, Antonio Berni, Guillermo Butler, Horacio Butler, Juan Carlos Castagnino,  Pío Collivadino, Carlos de la Cárcova, Emilio Pettoruti, Diego Rivera, Luis Seoane, Rufino Tamayo, Jorge Soto Acebal, Nicolás García Uriburu y Lino Spilimbergo; músicos como Juan José Castro, Gerardo Gandini, Alberto Ginastera, Carlos López Buchardo, Federico Moreno Torroba, Héctor Panizza, Domingo Santa Cruz Wilson, Valdo Sciammarella, Hector Villa-Lobos y Alberto Williams; escritores como Enrique Larreta, André Malraux, Manuel Mujica Lainez y José León Pagano; críticos de arte como Cayetano Córdova Iturburu, Jorge D'Urbano, Osvaldo Svanascini y Guillermo Whitelow, filósofos como Benedetto Croce, historiadores del arte como Bonifacio del Carril, Francisco de Aparicio; escultores como Carlos de la Mota, José Fioravanti, Rogelio Yrurtia y José Luis Zorrilla de San Martín y escenógrafos como 
Raúl Soldi.